# (33613) Pendharkar
(33613) Pendharkar est un astéroïde de la ceinture principale.

## Description
(33613) Pendharkar est un astéroïde de la ceinture principale. Il fut découvert le 10 mai 1999 à Socorro (Nouveau-Mexique) par le projet LINEAR. Il présente une orbite caractérisée par un demi-grand axe de 2,35 UA, une excentricité de 0,18 et une inclinaison de 7,7° par rapport à l'écliptique.